# TNA Lockdown (2012)
L'édition 2012 de Lockdown est un pay-per-view de catch organisé par la TNA. Il s'est déroulé le 15 avril 2012 au Nashville Municipal Auditorium, à Nashville, Tennessee.
Il s'agit de la 8e édition de Lockdown et huit matchs ont eu lieu lors de l'évènement dont cinq matchs de Championnat mais aucun changement de titre.

## Contexte
Les spectacles de la Total Nonstop Action Wrestling en paiement à la séance sont constitués de matchs aux résultats prédéterminés par les scénaristes de la TNA. Ces rencontres sont justifiées par des storylines - une rivalité avec un catcheur, la plupart du temps - ou par des qualifications survenues dans les émissions de la TNA telles que TNA Xplosion et TNA Impact!. Tous les catcheurs possèdent un gimmick, c'est-à-dire qu'ils incarnent un personnage face (gentil), heel (méchant) ou tweener (neutre, apprécié du public), qui évolue au fil des rencontres. Un pay-per-view comme Lockdown est donc un évènement tournant pour les différentes storylines en cours.
Tous les matchs de ce pay-per-view se déroulent dans une cage appelée Lockdown Cage Match. Depuis Lockdown 2007, chaque année, un Lethal Lockdown Match est organisé. Il s'agit d'un match opposant deux équipes et se déroulant dans une cage à toit ouvert. Le match débute une fois que les deux premiers participants entrent dans la cage, les autres les rejoignent au fil du temps. Une fois tous les participants dans le ring, le toit de la cage, auquel sont accrochés divers objets et armes, se referme. La victoire peut s'obtenir à n'importe quel moment, par tombé ou soumission de n'importe quel catcheur sur un membre de l'équipe adverse. 
Cette année-là, le Lethal Lockdown opposé l'équipe de Garett Bischoff contre l'équipe de Eric Bischoff. La stipulation de ce match était "si Garrett Bischoff gagne, Eric ne devra plus remettre les pieds à la TNA et effacé de son Identité le nom Bischoff, et/ou si Eric Bischoff gagnait, Garrett Bischoff devrait abandonner sa carrière de Catcheur professionnelle. L'équipe de Eric Bischoff n'a pas de mal à se créer car tous sont membres des Immortals (Bully Ray, Gunner, Kazarian et Christopher Daniels). De l'autre côté, une équipe vraiment très variée avec le Roi des Asshol Mr. Anderson qui a effectué son retour à Impact Wrestling quelques semaines avant Lockdown, le All Fucking Show Rob Van Dam qui lui a effectué son retour la semaine de Lockdown et a été accueilli par Hulk Hogan, le Champion de la X Division Austin Aries qui est rentré en confit avec Bully Ray et a donc fait en sorte de rentrer dans l'équipe de Garrett, et le dernier membre qui a participé à presque tous les Lethal Lockdowns depuis leur création, le Phénoménal AJ Styles. Cette équipe est très riche et c'est ce qui fait qu'ils ont remporté la victoire.

### World Heavyweight Championship
- Le deuxième match principal sera la match du World Heavyweight Championship entre le Champion, Bobby Roode, et le challenger no 1 qui à gagner sa place de titulaire no 1 dans un match face à Bully Ray à l'édition d'Impact Wrestling du 16 février 2012, James Storm.
- James Storm a perdu son titre de Champion face à Bobby Roode à l'édition de Impact Wrestling du 3 novembre 2011 où Bobby a fait un heel turn et à donc séparé les deux seuls membres de Beer Money, Inc. Il a gagné le match dans une controverse en assommant le cowboy avec une bouteille de bière. Le match de retour s'est passé la semaine suivante, mais James Storm avait été attaqué violemment par Kurt Angle donc qu'il n'était pas apte à combattre dans un ring. Le cowboy très courageux a voulu le faire et a rapidement mit K.O. Il a eu une deuxième opportunité de récupérer sa ceinture, mais dans un match à Fatal Four Way match, avec Jeff Hardy, Bully Ray et Bobby Roode avec Sting en spécial guest Refere à Against All Odds. Il a une nouvelle fois échoué. Ce qui donnera don le match suivant dans un Lockdown match qui opposera le "Cowboy" James Storm vs le champion Bobby Roode le 15 avril à Lockdown 2012.

## Match

### Résultats détaillés
- Match no 1 : Lethal LockDown entre Team Garrett Bischoff et Team Eric Bischoff
Arrivé 1 : Garrett Bischoff
Arrivé 2 : Gunner
Arrivé 3 : Bully Ray
Arrivé 4 : Austin Aries
Arrivé 5 : Kazarian
Arrivé 6 : AJ Styles
Arrivé 7 : Christopher Daniels
Arrivé 8 : Mr. Anderson
Arrivé 9 : Eric Bischoff
Arrivé 10 : Rob Van Dam
Gagnant du match: Team Garrett Bischoff. Après un tombé de Garett sur Eric Bischoff donc Eric est obligé d'abandonner son nom de famille.
- Match no 2 : Championnat du Monde par Équipe de la TNA : Samoa Joe et Magnus (c's) vs Alex Shelley et Chris Sabin (Motor City Machine Guns)
Gagnant : Les gagnants et toujours Champions, Magnus & Samoa Joe
- Match no 3 : Championnat de la Télévision : Robbie E (avec T) vs Devon (c)
Gagnant : Devon. Robbie T et E attaquent Devon après le match
- Match no 4 : Championnat des Knockouts : Velvet Sky vs Gail Kim (c avec Madison Rayne)
Gagnant : Toujours Championne des Knockouts, Gail Kim
Ric Flair arrive sur le ring et dans la cage puis demande aux personnes présentent dans l'arena et dit qu'il est le Nature Boy Ric Flair. Il se moque de Hulk Hogan en disant que c'est un mauvais GM.
Hulk Hogan arrive et demande de stopper la musique. Flair continu de se moquer de Hogan et des fans. Flair dit que ça fait trop longtemps qu'ils sont ensemble aux mêmes endroits aux mêmes moments. Le nature Boy commence à vouloir frapper Hogan mais ce dernier le met tout de suite à terre et s'en va. Ric Flair devient fou de rage et le rappelle.
Match no 5 : Matt Morgan vs Crimson
Gagnant : Crimson qui est toujours invaincu
- Match no 6 : Jeff Hardy vs Kurt Angle
Gagnant : Jeff Hardy après 2 Swantons Bombs, 1 Angle Slam (porté par Jeff sur Kurt), 2 Twists of Hates et 1 Swanton du haut de la cage.
Match no 7 : Championnat du Monde par Équipe des Knockouts : Sarita & Rosita (Mexican America) vs Eric Young & ODB (Champions)
Gagnant : ODB & Eric Young. Mexican America a essayé de séduire Eric Young durant le match mais cela a échoué grâce à la femme d'Eric Young, ODB
Match no 8 : Main Event de la soirée pour le Championnat du Monde Poids Lourd de la TNA : "Cow Boy" James Storm vs "Le Champion" Bobby Roode. À noter que l'entrée de Storm était différente car il est arrivé avec son Pick-Up. Bobby Roode quant à lui, a mis 5 minutes à faire le tour du ring et prenait son temps, alors James Storm est venu l'attaquer
Gagnant : Bobby Roode qui reste Champion. Pendant le match, alors que Storm allait gagner, il porte son super kick sur l'arbitre à cause de Roode. Roode en a profité pour donner un coup entre les jambes, il est allé prendre une bouteille et l'a éclaté sur la tête au Cow Boy. Mais James résista et reprit le dessus. James a finalement réussi à porter son super kick mais cela a éjecté Bobby Roode en dehors de la cage, ce qui fait que Bobby Roode est toujours le champion.
Dès la cloche sonnée, Storm à bout de force, sur le ring est déçu et il est allé rejoindre sa femme dans le public.

### Tableau des matchs
| # | Match | Stipulation | Durée |
| - | --- | --- | ----- |
| 1 | Team Garrett Bischoff (Garrett Bishoff, Austin Aries, Mr. Anderson, A.J. Styles et Rob Van Dam) battent Team Eric Bischoff (Eric Bischoff, Gunner, Bully Ray, Frankie Kazarian et Christopher Daniels) | Lethal Lockdown Match : Si l'équipe de Garrett perd, Garrett quitte la TNA et si l'équipe d'Eric perd, Eric quitte la TNA et ne peut plus utiliser le nom Bischoff | 26:10 |
| 2 | Magnus & Samoa Joe(c) battent Motorcity Machine Guns | Lockdown Cage Match pour le TNA World Tag Team Championship | 11:20 |
| 3 | Devon (c) bat Robbie E | Lockdown Cage Match pour le TNA Television Championship | 3:25  |
| 4 | Gail Kim (c) bat Velvet Sky | Lockdown Cage Match pour le TNA Women's Knockout Championship | 7:30  |
| 5 | Crimson bat Matt Morgan | Lockdown Cage Match | 8:00  |
| 6 | Jeff Hardy bat Kurt Angle | Lockdown Cage Match | 14:52 |
| 7 | Eric Young et O.D.B(c) battent Sarita et Rosita | Lockdown Cage Match pour le Championnat du Monde des Konckouts de la TNA                                                                                           | 4:17  |
| 8 | Bobby Roode (c) bat James Storm | Lockdown Cage Match pour le TNA World Heavyweight Championship | 20:09 |